# René d'Ouince
René d'Ouince, né à Vendôme le 2 août 1896 et mort à Paris 7e le 21 décembre 1973, est un jésuite français qui fut professeur de théologie dogmatique et directeur de la revue Études de 1935 à 1952.